# Nikaho
Nikaho (にかほ市, Nikaho-shi) är en japansk stad i Akita prefektur på den norra delen av ön Honshu. Staden bildades 2005 genom en sammanslagning av kommunerna Nikaho, Kisakata och Konoura.